# Hildegard Höftmann
Hildegard Höftmann (* 22. Oktober 1927; † 15. April 2018) war eine deutsche Afrikanistin und Linguistin. Sie lehrte afrikanische Sprachen an der Humboldt-Universität zu Berlin.

## Leben
Höftmann studierte zunächst mit dem Schwerpunkt Völkerkunde bei Diedrich Westermann an der Humboldt-Universität zu Berlin. 1956 wurde sie Assistentin seines Nachfolgers am Seminar für afrikanische Sprachen bzw. Institut für Afrikanistik, Ernst Dammann, der sie zur Sprachwissenschaft führte. Sie promovierte 1961 mit einer Untersuchung zur Eingliederung moderner Begriffe in Bantusprachen. Nach Dammanns Weggang aus der DDR Ende 1961 übernahm Höftmann dessen Arbeitsbereich, forschte und lehrte zur Zeit der DDR und nach der Wiedervereinigung im Bereich der Bantusprachen (Swahili, Zulu, Herero) sowie Ewe, Geschichte der Bantuistik und Klassifikation afrikanischer Sprachen. In den 1960er-Jahren wurde die Afrikanistik in der DDR jedoch an der Universität Leipzig konzentriert, an der Humboldt-Universität konnte sie nur noch als Neben- bzw. Zweitfach studiert werden und wurde der Sektion Asienwissenschaften angegliedert.
Höftmann wurde Dozentin für Linguistik und leitete von 1968 bis 1972 den Bereich Afrikanistik innerhalb der Sektion, dann wurde sie von dem parteikonformen Historiker Helmuth Stoecker abgelöst. Von 1972 bis 1974 war sie stellvertretende Sektionsdirektorin für Forschung. Ab 1973 Jahren war sie mehrfach in Benin zur Erforschung der Fon-Sprache. Über diese schrieb sie ihre Dissertation B, mit der sie 1979 den Grad Dr. sc. phil. (entspricht einer Habilitation) erlangte. Von 1979 bis 1982 war sie Gastprofessorin an der Université Nationale du Bénin in Cotonou. Bis zu ihrer Emeritierung 1988 arbeitete sie zur Sprachforschung, unter anderem zusammen mit Irmtraud Herms. Auch danach arbeitete sie weiter und veröffentlichte u. a. eine Grammatik des Fon und ein Wörterbuch Fon–Französisch. Anlässlich ihres 80. Geburtstages 2007 erschien die von ihrer Schülerin Catherine Griefenow-Mewis herausgegebene Festschrift Afrikanische Horizonte: Ein Leben für die Wissenschaft.

## Schriften
- Untersuchung zur Eingliederung moderner Begriffe in Bantusprachen, dargestellt am Suaheli, Zulu und Herero (Dissertation 1961)
- Suaheli-deutsches Wörterbuch (1963, 1967)
- The structure of Lelemi language (1971)
- Zur Analyse und Darstellung afrikanischer Sprachen, dargestellt an der Fon-Sprache (Benin, Dissertation B 1977)
- Wörterbuch Swahili-Deutsch (1979)
- Grammatik des Fon (1993) ISBN 978-3-324-00333-9
- mit Irmtraud Herms: Langenscheidts Handwörterbuch Swahili-Deutsch (2000) ISBN 978-3-89645-340-2
- Dictionnaire Français-Fon (Westafrikanische Studien Bd. 35; 2003, 2012) ISBN 978-3-89645-471-3

## Einzelbelege
1. ↑  Erika Endesfelder, Walter F. Reineke: Ein Leben für die Wissenschaft. In: Catherine Griefenow-Mewis (Hrsg.): Afrikanische Horizonte: Studien zu Sprachen, Kulturen und zur Geschichte. Harrassowitz Verlag, Wiesbaden 2007, S. 13–16, hier S. 13.
2. ↑  Erika Endesfelder, Walter F. Reineke: Ein Leben für die Wissenschaft. In: Catherine Griefenow-Mewis (Hrsg.): Afrikanische Horizonte: Studien zu Sprachen, Kulturen und zur Geschichte. Harrassowitz Verlag, Wiesbaden 2007, S. 13–16, hier S. 14.
3. ↑  Erika Endesfelder, Walter F. Reineke: Ein Leben für die Wissenschaft. In: Catherine Griefenow-Mewis (Hrsg.): Afrikanische Horizonte: Studien zu Sprachen, Kulturen und zur Geschichte. Harrassowitz Verlag, Wiesbaden 2007, S. 13–16, hier S. 16.
4. ↑  Catherine Griefenow-Mewis: Afrikanische Horizonte: Studien zu Sprachen, Kulturen und zur Geschichte. Otto Harrassowitz Verlag, 2007, ISBN 978-3-447-05601-4 (google.de [abgerufen am 26. Juli 2020]).

| Personendaten    | Personendaten         |
| ---------------- | --------------------- |
| NAME             | Höftmann, Hildegard   |
| KURZBESCHREIBUNG | deutsche Afrikanistin |
| GEBURTSDATUM     | 22. Oktober 1927      |
| STERBEDATUM      | 15. April 2018        |